# Charlotte (Caroline du Nord)
Pour les articles homonymes, voir Charlotte.
Charlotte (prononcé à la française mais l'accent est sur la première syllabe : [ˈʃɑrlət]) est la plus grande ville de l'État de Caroline du Nord, aux États-Unis. Selon les estimations du Bureau du recensement des États-Unis, la commune compte 897 720 habitants en 2022 (la dix-septième du pays), au sein d'une agglomération de 2 660 329 habitants (33e). Elle est par le nombre d'habitants la quinzième ville des États-Unis et la septième ville du Sud des États-Unis. L'aire urbaine de Charlotte porte le nom de Metrolina. La ville est située à 350 km au nord de Savannah, à 364 km à l'est-nord-est d'Atlanta et à 530 km au sud-ouest de Washington.
Surnommée the Queen City, Charlotte a été appelée en l'honneur de la reine Charlotte, épouse du roi George III du Royaume-Uni. Charlotte est également surnommée « nid de frelons » (en anglais Hornet's Nest) en raison de la résistance féroce des citoyens de Charlotte face aux troupes britanniques pendant la guerre d'Indépendance. C'est le centre administratif du comté de Mecklenburg. La ville connaît l’une des croissances les plus rapides des États-Unis et elle est également le deuxième plus grand centre bancaire du pays après New York. Un résident de Charlotte est un Charlottean.
L'aéroport international de Charlotte, un des plus importants du pays, maintient des vols non-stop entre le sud des États-Unis et de nombreuses métropoles européennes, canadiennes et latino-américaines.

## Histoire
Les premiers Européens se sont installés sur le site actuel de Charlotte vers 1750. En 1755, le premier colon, Thomas Polk (oncle du président James K. Polk), a établi une maison au carrefour d'un chemin marchand indien et de Great Wagon Road. Ceci est devenu le village de Charlotte Town, incorporé en 1768. Le chemin marchand indien est devenu Trade Street et la Great Wagon Road est devenue Tryon Street, en l'honneur de William Tryon, un gouverneur royal de la Caroline du Nord coloniale.
La ville est rapidement devenue un foyer de rébellion, qui culmina avec la rédaction d’une première déclaration d’indépendance, un an avant la déclaration officielle de 1776. Le général britannique Charles Cornwallis donna au village le surnom de « nid de frelons ».
La véritable expansion de Charlotte ne débutera qu’au début du XIXe siècle avec la découverte et le commerce de l’or. Depuis le début des années 1990, la ville connaît une nouvelle période de prospérité.

## Démographie
Avec 809 958 habitants (estimations du Bureau du recensement des États-Unis, 2014), Charlotte est la 17e plus grande ville des États-Unis. L'agglomération de la ville a une population de 2 380 314 habitants en 2014 et la zone métropolitaine de Charlotte-Gastonia-Concord en compte 2,7 millions. La ville est au centre d'une des régions métropolitaines à la croissance la plus rapide du pays, avec un afflux moyen d'environ 20 000. Selon le recensement fédéral de 2020, Charlotte est la 14e plus grande ville des États-Unis.
| Groupe            | Charlotte | Caroline du Nord | États-Unis |
| ----------------- | --------- | ---------------- | ---------- |
| Blancs            | 49,96     | 68,5             | 72,4       |
| Afro-Américains   | 35,03     | 21,5             | 12,6       |
| Autres            | 6,91      | 4,4              | 6,4        |
| Asiatiques        | 4,98      | 2,2              | 4,8        |
| Métis             | 2,65      | 2,2              | 2,9        |
| Amérindiens       | 0,48      | 1,3              | 0,9        |
| Total             | 100       | 100              | 100        |
|                   |           |                  |            |
| Latino-Américains | 13,08     | 8,4              | 16,7       |

Selon l'American Community Survey, en 2016, 78,45 % de la population âgée de plus de 5 ans déclare parler anglais à la maison, alors que 11,64 % déclare parler l'espagnol, 0,93 % le français, 0,93 % l'hindi, 0,91 % le vietnamien, 0,66 % le gujarati et 6,49 % une autre langue.
| 1850  | 1860  | 1870  | 1880  | 1890   | 1900   |
| ----- | ----- | ----- | ----- | ------ | ------ |
| 1 065 | 2 265 | 4 473 | 7 094 | 11 557 | 18 091 |

| 1910   | 1920   | 1930   | 1940    | 1950    | 1960    |
| ------ | ------ | ------ | ------- | ------- | ------- |
| 34 014 | 46 338 | 82 675 | 100 899 | 134 042 | 201 564 |

| 1970    | 1980    | 1990    | 2000    | 2010    | 2020    |
| ------- | ------- | ------- | ------- | ------- | ------- |
| 241 420 | 315 474 | 395 934 | 540 828 | 731 424 | 874 579 |

## Climat
La ville a des hivers doux et des étés chauds et humides. Charlotte reçoit en moyenne 1 105,3 mm de précipitations par an. 
En 1989, l'ouragan Hugo est passé sur la ville de Charlotte provoquant des rafales de vent s'approchant de 160 km/h.
| Mois                              | jan.  | fév. | mars  | avril | mai | juin | jui. | août | sep. | oct. | nov. | déc. | année   |
| --------------------------------- | ----- | ---- | ----- | ----- | --- | ---- | ---- | ---- | ---- | ---- | ---- | ---- | ------- |
| Température minimale moyenne (°C) | 0     | 1    | 6     | 9     | 14  | 19   | 22   | 21   | 17   | 11   | 6    | 2    | 11      |
| Température maximale moyenne (°C) | 11    | 13   | 18    | 23    | 27  | 31   | 32   | 31   | 28   | 23   | 17   | 12   | 22      |
| Précipitations (mm)               | 101,6 | 90,2 | 111,5 | 74,9  | 93  | 86,9 | 96,3 | 94,5 | 97,3 | 93   | 85,3 | 80,8 | 1 105,3 |

## Criminalité
Selon le FBI's Uniform Crime Reports, en 1997, il y avait 1 630 crimes violents (agressions, viol, meurtre et vol) pour 100 000 habitants. En 2004, il y en avait 1 099 pour 100 000 habitants.
En 2002, il y avait 6 340 property crimes (incendie criminel, cambriolage, vol de voitures, détournement, etc.) pour 100 000 habitants.

## Économie
Charlotte est aujourd'hui un important centre financier, deux des quatre plus grandes banques américaines y ont leur siège social : Bank of America et Wachovia. Ces deux grandes banques sont entourées par d'autres compagnies bancaires et de services financiers régionales, dans le district financier. Grâce à la forte activité du secteur bancaire, le centre financier de la ville ne cesse de croître, avec par exemple, l’édification du Bank of America Corporate Center (265 m) et ses 60 étages.
Entreprises ayant leur siège social à Charlotte :
- Bank of America
- Wachovia
- Duke Energy
- Nucor
- Goodrich
- Lowe's

## Éducation

### Universités
- Central Piedmont Community College
- Johnson & Wales University
- Université Johnson-C.-Smith
- Kings College
- Pfeiffer University at Charlotte
- Queens University of Charlotte
- Université de Caroline du Nord à Charlotte
- The Art Institutes
- Université DeVry
- Université Strayer

### Écoles privées
- Al-Huda Islamic Academy
- Charlotte Catholic High School
- Charlotte Christian
- Covenant Day School
- Charlotte Country Day School
- Charlotte Jewish Day School
- Charlotte Latin School
- Charlotte Preparatory School
- Holy Trinity Catholic Middle School
- Northside Christian Academy
- Providence Day School
- SouthLake Christian Academy
- Trinity Episcopal School
- Victory Christian Center School

### Écoles publiques
- Charlotte-Mecklenburg Schools
- Myers Park High School

## Monuments

### Gratte-ciel
- Bank of America Corporate Center : 265 m, 60 étages (1992)
- Hearst Tower (Charlotte) : 201 m, 47 étages (2002)
- One Wells Fargo Center : 179 m, 42 étages (1988)
- Bank of America Plaza : 153 m, 40 étages (1974)
- Interstate Tower : 141 m
- Museum Tower Charlotte : 139 m
- Three Wachovia Center : 137 m
- 201 North Tryon : 136 m
- Two Wells Fargo Center : 132 m
- 400 South Tryon : 128 m
- Carillon Tower : 120 m

### Musées et parcs
- The Carolina Renaissance Festival
- Afro-American Cultural Center, centre culturel sur l'histoire, la culture et les arts afro-américains.
- Benedictine College and Monastery
- Blumenthal Performing Arts Centre
- Carolinas Aviation Museum
- Carolina Raptor Center
- Charlotte Convention Center
- The Charlotte Museum of History
- Children's Theatre of Charlotte
- Daniel Stowe Botanical Garden, un jardin botanique de 0,5 km2 situé dans l'ouest de Charlotte à Belmont.
- Discovery Place, un musée de la science avec un dôme théâtre IMAX.
- Historic Latta Plantation, une ancienne plantation de coton.
- Historic Rosedale Plantation
- ImaginOn
- Kings Mountain National Military Park
- The Levine Museum of the New South
- Charlotte Motor Speedway
- The Mint Museums
- Carowinds
- Reed Gold Mine, le site de la découverte du premier gisement d'or aux États-Unis.
- U.S. National Whitewater Center
- University of North Carolina at Charlotte Botanical Gardens
- Wing Haven Gardens and Bird Sanctuary

## Architecture sacrée
- Cathédrale Saint-Patrick.

## Sports

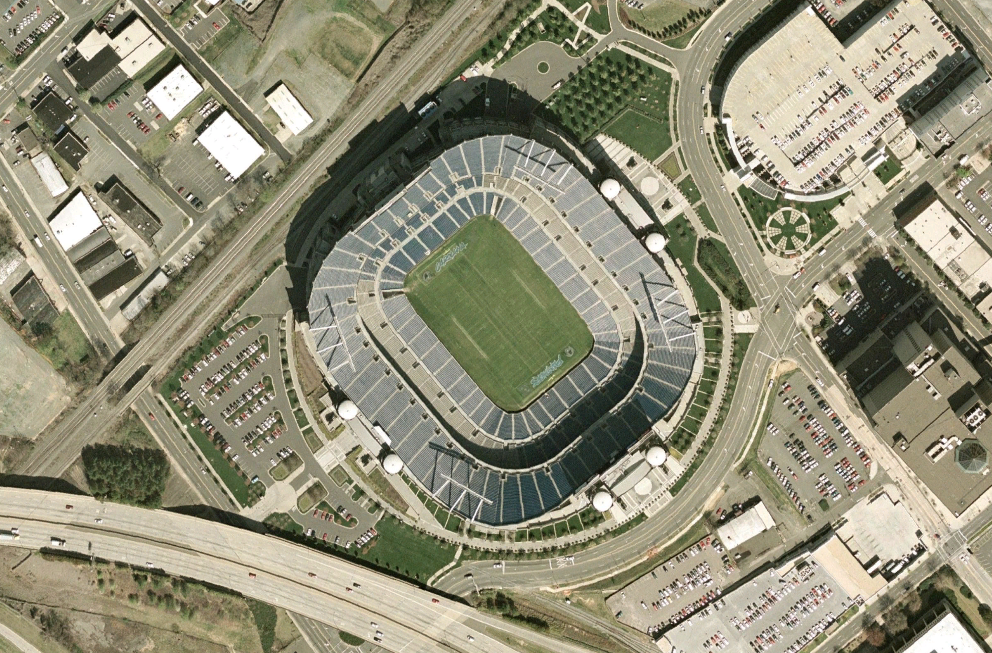
Le Bank of America Stadium.

Charlotte abrite les Panthers de la Caroline, une franchise de football américain de la NFL qui a débuté dans la ligue en 1995. Les Panthers jouent dans le Bank of America Stadium, situé dans le Uptown. L'équipe a gagné la National Football Conference de la saison NFL 2003-2004 quand elle a battu les Eagles de Philadelphie, 14-3, à Philadelphie. Lors du Super Bowl XXXVIII, le 1er février 2004, les Panthers ont été battues, 32-29, par les Patriots de la Nouvelle-Angleterre. Les Panthers ont également remporté leur conférence lors de la saison NFL 2015, au cours de laquelle leur quarterback star Cam Newton est élu MVP. Elles s'inclinent le 7 février 2016, lors du SuperBowl 50, face aux Broncos de Denver, 24-10.
La ville a aussi accueilli deux équipes de l'Arena Football League, le Rage de Charlotte et les Cobras de la Caroline. Le Belk Bowl est joué annuellement en décembre au Bank of America Stadium.
Charlotte a eu brièvement une équipe de la National Lacrosse League en 1996, les Cobras de Charlotte.
De 1988 à 2002, Charlotte a accueilli une franchise NBA appelée les Hornets de Charlotte. L'équipe a été délocalisée à La Nouvelle-Orléans, en Louisiane, en 2002 après animosité amère entre les fans de l'équipe et le propriétaire George Shinn ce qui a conduit à faire baisser l'affluence des fans au Charlotte Coliseum. En 2004, Charlotte a obtenu sa deuxième équipe d'expansion NBA nommée les Bobcats de Charlotte. En 2014, les Hornets de La Nouvelle-Orléans ayant choisi de changer leur nom en Pelicans de La Nouvelle-Orléans, Michael Jordan, propriétaire de la franchise depuis 2010, avec l'aval de la Ligue, a permis à la franchise de Charlotte de retrouver son appellation d'origine, ses couleurs et son palmarès.
La ville possède plusieurs infrastructures sportives importantes comme le Bank of America Stadium, le Spectrum Center (actuelle salle des Bobcats puis Hornets de Charlotte) et le vétuste Charlotte Coliseum, ancienne arène des Hornets (période 1988-2002), des Bobcats de Charlotte et du Sting de Charlotte. On trouve également le Charlotte Motor Speedway, circuit automobile de type ovale accueillant des courses de NASCAR.

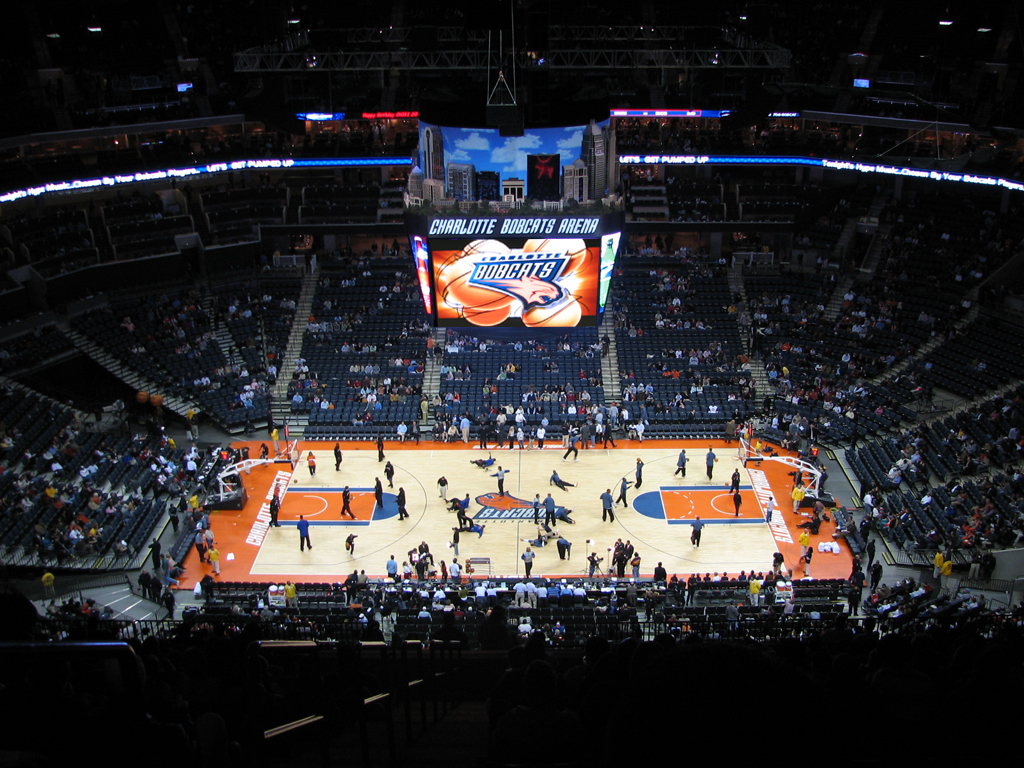
La Spectrum Center, la salle des Hornets.

| Club                      | Ligue                    | Stade                   |
| ------------------------- | ------------------------ | ----------------------- |
| Panthers de la Caroline   | NFL (football américain) | Bank of America Stadium |
| Hornets de Charlotte      | NBA (basket-ball)        | Spectrum Arena          |
| Checkers de Charlotte     | LAH (hockey sur glace)   | Spectrum Arena          |
| Knights de Charlotte      | IL (Baseball)            | Knights Stadium         |
| Independence de Charlotte | USL (football/soccer)    | Sportsplex              |

## Transports

### Transport en commun

Le logo du Charlotte Area Transit System.

Le Charlotte Area Transit System (CATS) est le système local de transport en commun qui exploite ses tramways et ses bus dans la ville de Charlotte et sa zone métropolitaine. Il comprend un métro léger du nom de LYNX.

### Aéroports

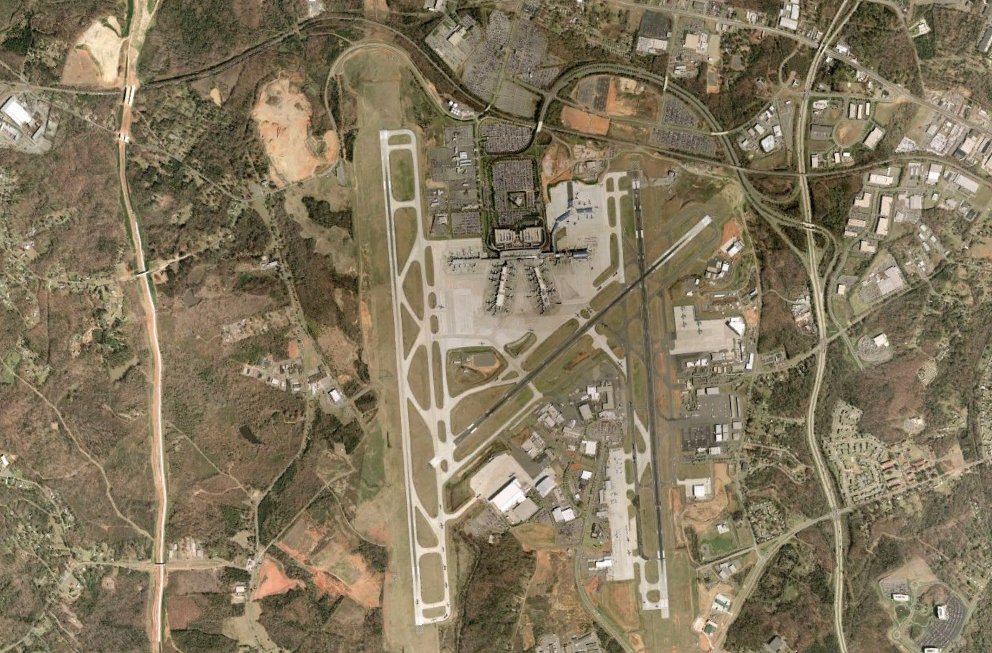
Photo satellite du Charlotte/Douglas International Airport.

La ville est desservie par le Charlotte/Douglas International Airport (code AITA : CLT) qui en 2005 a accueilli 25 543 374 passagers, c'est le 17e plus grand aéroport des États-Unis. Il sert de hub aérien pour US Airways. Les compagnies aériennes suivantes y sont aussi présentes : American Airlines, Air Canada, Continental Airlines, Delta Air Lines, United Airlines, AirTran Airways et Jet Blue. Des vols non-stop sont possibles pour de nombreuses destinations aux États-Unis, en Europe (avec Lufthansa), aux Antilles, en Amérique latine et au Canada.

### Routes
Charlotte est un centre routier majeur dans le sud-est des États-Unis. Les deux autoroutes majeures sont l'Interstate 85 et l'Interstate 77 qui se croisent près du centre-ville. L'Interstate 485 (beltway) forme un boulevard périphérique autour de la ville, elle est surnommée "Outerbelt". L'Interstate 277 fait une boucle autour du downtown (centre des affaires).

### Chemin de fer
L'Amtrak connecte la gare de Charlotte avec New York, Philadelphie, Baltimore, Washington D.C., Richmond, et Raleigh, Atlanta, Birmingham et La Nouvelle-Orléans.

## Media

### Journaux
Le plus important journal quotidien dans la région est The Charlotte Observer.

### Télévision
- WBTV, Channel 3 (CBS affiliate)
- WSOC-TV, Channel 9 (ABC affiliate)
- WHKY-TV, Channel 14 (Indépendant)
- WUNE-TV, Channel 17 (PBS/UNCTV affiliate)
- WCCB-TV, Channel 18 (FOX affiliate)
- WNSC-TV, Channel 30 (PBS/SCETV affiliate)
- WCNC-TV, Channel 36 (NBC affiliate)
- WTVI, Channel 42 (PBS affiliate)
- WJZY-TV, Channel 46 (UPN affiliate) (The CW affiliate starting septembre 2006)
- WMYT-TV, Channel 55 (WB affiliate) (My Network TV affiliate starting septembre 2006)
- WUNG-TV, Channel 58 (PBS/UNCTV affiliate)
- WAXN-TV, Channel 64 (Independent)

## Religion
Charlotte est le siège du diocèse catholique de Charlotte.

## Dans la culture populaire
La série télévisée The Carmichael Show se déroule à Charlotte.
La Ville des frelons, roman policier de Patricia Cornwell, a pour cadre la ville de Charlotte, de même que les deux ouvrages suivants de sa série « Judy Hammer et Andy Brazil ».

## Jumelages
| Ville | Ville    | Pays | Pays      | Période                     |
| ----- | -------- | ---- | --------- | --------------------------- |
|       | Arequipa |      | Pérou     |                             |
|       | Baoding  |      | Chine     | depuis le 29 septembre 1987 |
|       | Hadera   |      | Israël    |                             |
|       | Krefeld  |      | Allemagne |                             |
|       | Kumasi   |      | Ghana     |                             |
|       | Limoges  |      | France    |                             |
|       | Manaus   |      | Brésil    |                             |
|       | Voronej  |      | Russie    | depuis 1991                 |
|       | Wrocław  |      | Pologne   |                             |